# Акатонбо
"Червона бабка" (яп. 赤とんぼ, Гепберн: Akatonbo) (також транслітерується як Akatombo, Aka Tombo, Aka Tonbo, або Aka Tomba) – це відома японська дитяча пісня (dōyō), написана Косакою Ямада (山田耕筰) у 1927 році на текст поеми Мікі Рофу (三木露風)(1921 рік). Це ностальгічне зображення японської червоної бабки, що на заході сонця бачить дитя, поки його несе на своєму плечі старша сестра.

## Текст
Вірш написаний з точки зору людини, яка пригадує своє дитинство – той момент, коли її несе на спині сестра (або няня; японський текст пісні є неоднозначним). Зараз автор тужить за цією постаттю. Дівчина вийшла заміж у віці 15 років, переїхала далеко й більше не надсилає новин у рідне село.

Поет-символіст Рофу Мікі (1889–1964) мав подібне походження. Його мати також вийшла заміж у віці 15 років. Його батьки розлучилися, коли Мікі було п'ять років, а його мати переїхала й ніколи не повернулась. Його виховував дід по батьківській лінії. У віці 12 років, за десять років до публікації вірша, він написав його останні три рядки:
Маленька червона бабка
Відпочиває, чекає
На кінці бамбукової жердини
Мати Мікі, Ката Мідорікава, стала значущою фігурою в жіночому русі японського періоду Мейджі. Вона померла 1962 року у віці 91 років, а на її могилі було написано: «Тут спочиває мати маленької бабки». Через два роки сам Мікі загинув у звʼязку із ускладненнями отриманих в автокатастрофі травм, у віці 75 років.
У своїй книзі 2016 року «Музика в сучасній Японії» японська музична і культурна коментаторка Дженніфер Міліото Мацуе написала:
«У пісні використовуються образи червоних бабок, щоб викликати ностальгію за минулим і, звичайно, за старою домівкою фурусато (яп. «рідне місто»).
...пісня викликає почуття туги до всіх «мам» у дитинстві кожного. Ці рядки так само відображають втрату, яку відчуваєш, коли близькі люди від’їжджають, що стає все більш поширеним явищем під час швидкої урбанізації сучасної Японії на початку двадцятого століття».

## Мелодія
Композитор Косаку Ямада (1886–1965) був близьким другом Мікі, і в 1927 році поклав його вірш на музику.
Ямада був одним із кількох поважних японських композиторів і поетів класичної музики, які у 1920-х роках прагнули створювати більш емоційні та красиві пісні для дітей, ніж стандартні дитячі пісні того часу. Важливо було перевершити рекомендовані Міністерством освіти, науки та культури пісні, що були педантичними, патріотичними та моралізаторськими. Новий стиль пісень отримав назву dōyō, і це не лише дитячі пісні, а й художні пісні для дорослих. Збірка «100 дитячих пісень» Косаку Ямади була опублікована в 1927 році, в перші місяці періоду Шьова Японської імперії, та започаткувала стійкий стиль японської пісні.
Мелодія «Акатонбо» створена на основі пентатонічної гами, яка має назву йонанукі (джа), мажорна гама без четвертого та сьомого ступенів, яка базується на західній октавній шкалі з вилученими четвертою та сьомою нотами; ця шкала стала важливою на початку 20-го століття в Японії, вона звернулася до японських і західних музичних чутливостей.
Музика Ямади упродовж 1920-х і 1930-х років успішно уникла пастки багатьох сучасних японських композиторів, які створювали незграбні гібриди у своїх спробах подолати розрив між західною та японською музикою. Його музика ближча до японської мелодичної думки і уникає формальних структурних зв'язків західної гармонії. Мацуе описує «Акатонбо» Ямади так: 
«Вокальна мелодія досить проста, але емоційна...Гармонізація на фортепіано...проста й ненав'язлива, підтримує елегантну ліричну лінію».
На Ямаду вплинули твори Роберта Шумана та інших німецьких композиторів, і головна фраза цієї пісні дуже нагадує музичну тему, яка багато разів повторюється у Концертному алегро Шумана зі вступом для фортепіано з оркестром, ор. 134 (1853 рік).
«Akatonbo» — одна з трьох ліричних пісень Ямади на вірші Мікі. Мікі та Ямада обоє померли 29 грудня, з різницею у рік.

## Визнання
У загальнонаціональному опитуванні NHK у 1989 році «Акатонбо» була названа найулюбленішою піснею в Японії.
У 2007 році Агентство з питань культури Міністерства освіти, культури, спорту, науки і технологій Японії включило її до списку 100 японських пісень, які надзвичайно популярні в Японії.
У 2008 році Монетний двір Японії випустив шість номіналів законного платіжного засобу «Ака Тонбо» на честь пісні.
Великий пам’ятник пісні у вигляді стіни з меморіальними дошками стоїть у префектурі Хьоґо, у Тацуно, рідному місті поета Рофу Мікі.
Пісня часто транслюється через динаміки як частина «5-годинникових курантів» Goji no chaimu (5時のチャイム), які відзначають кінець дня в багатьох японських містах.

## Заходи
Французький флейтист Жан-П'єр Рампаль зі своєю партнеркою арфісткою Лілі Ласкін записали транскрипцію пісні Акіо Яшіро в своєму альбомі 1978 року «Японські мелодії для флейти та арфи». В альбомі 1982 року Yamanakabushi: Japanese Melodies, Vol. III, Рампал виконав довшу обробку пісні Яшіро з Шінічі Юйзе, Ясуко Накашімою та Утае Уно на кото.
Піаністка та композитор Харуна Міяке на замовлення Kawai Musical Instruments включає у свою роботу 1981 року «Варіації на теми японських пісень» (こどものためのピアノ曲集, Nihon no uta hensōkyokushū) варіацію «Акатонбо», написану, коли авторці було дванадцять років.
Енн Акіко Мейерс на своєму компакт-диску Salut d'Amour 1994 року зіграла аранжування Шігеакі Саегуси для скрипки та фортепіано.
Британський флейтист Вільям Беннет з піаністом Кліффордом Бенсоном записав пісню в аранжуванні Теруюкі Нода для флейти на їх компакт-диску Melody of Japan 1995 року.